# San Martín (Vitoria)
San Martín (San Martin en euskera) es un barrio situado en la parte este de Vitoria. San Martín limita con los barrios vitorianos de Lovaina (Vitoria), Ariznavarra, Txagorritxu y Zabalgana.

## Subdivisiones
El barrio de San Martín se suele subdividir en tres zonas, la propiamente conocida como San Martín o Abendaño, Las Conchas (que se ubican rodeando al parque de San Martín) y el Seminario (en entorno del Seminario Diocesano de Vitoria, en el sector más occidental del barrio).

## Despoblado
Forma parte del barrio el despoblado de:
- Abendaño.[2]

## Zonas verdes

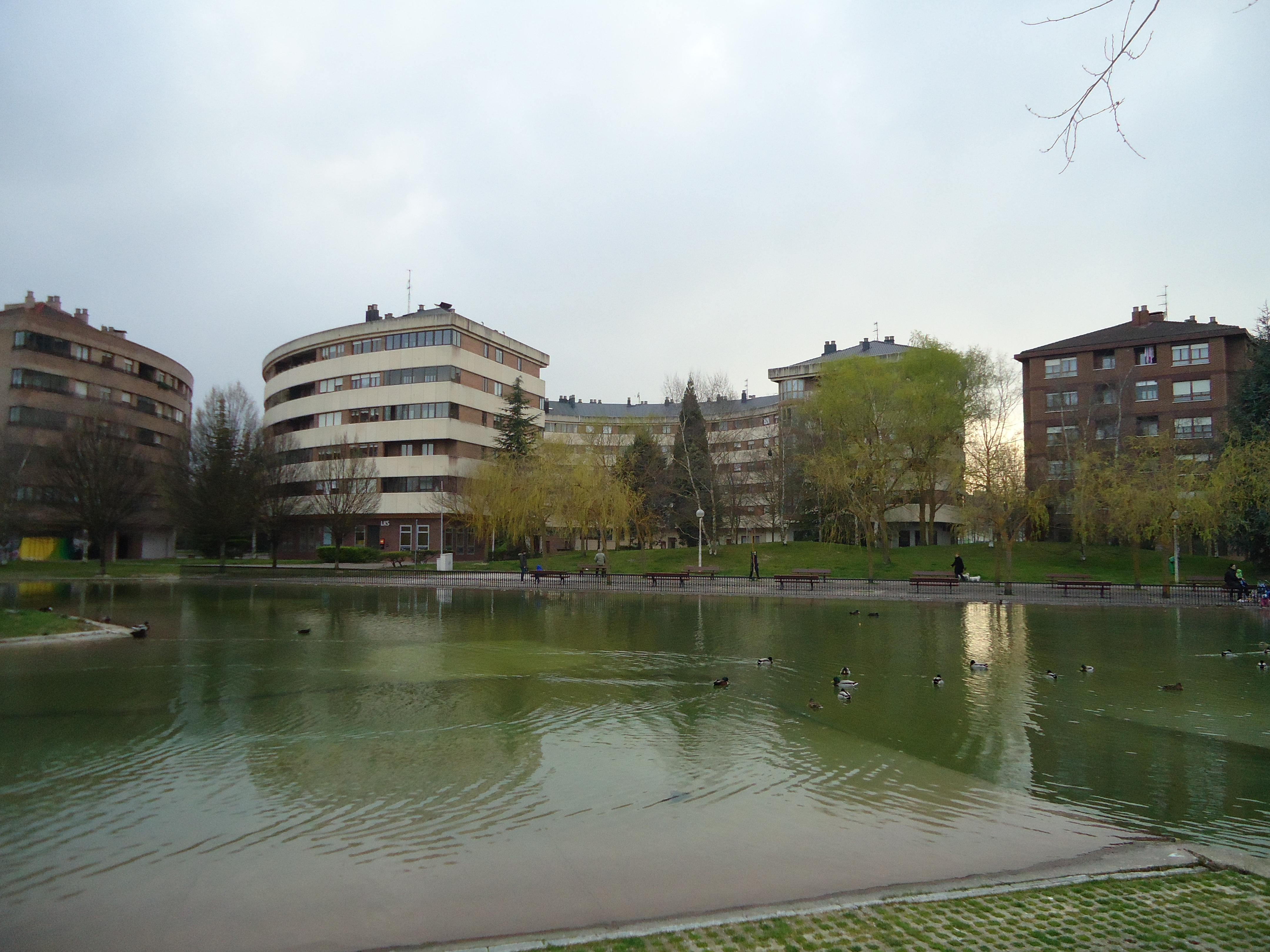
Parque de San Martín

La principal zona verde del barrio es el parque San Martín, que se ubica al oeste del barrio, junto a la carretera que va a Logroño y Burgos. En su zona central el parque posee un estanque.

## Monumentos

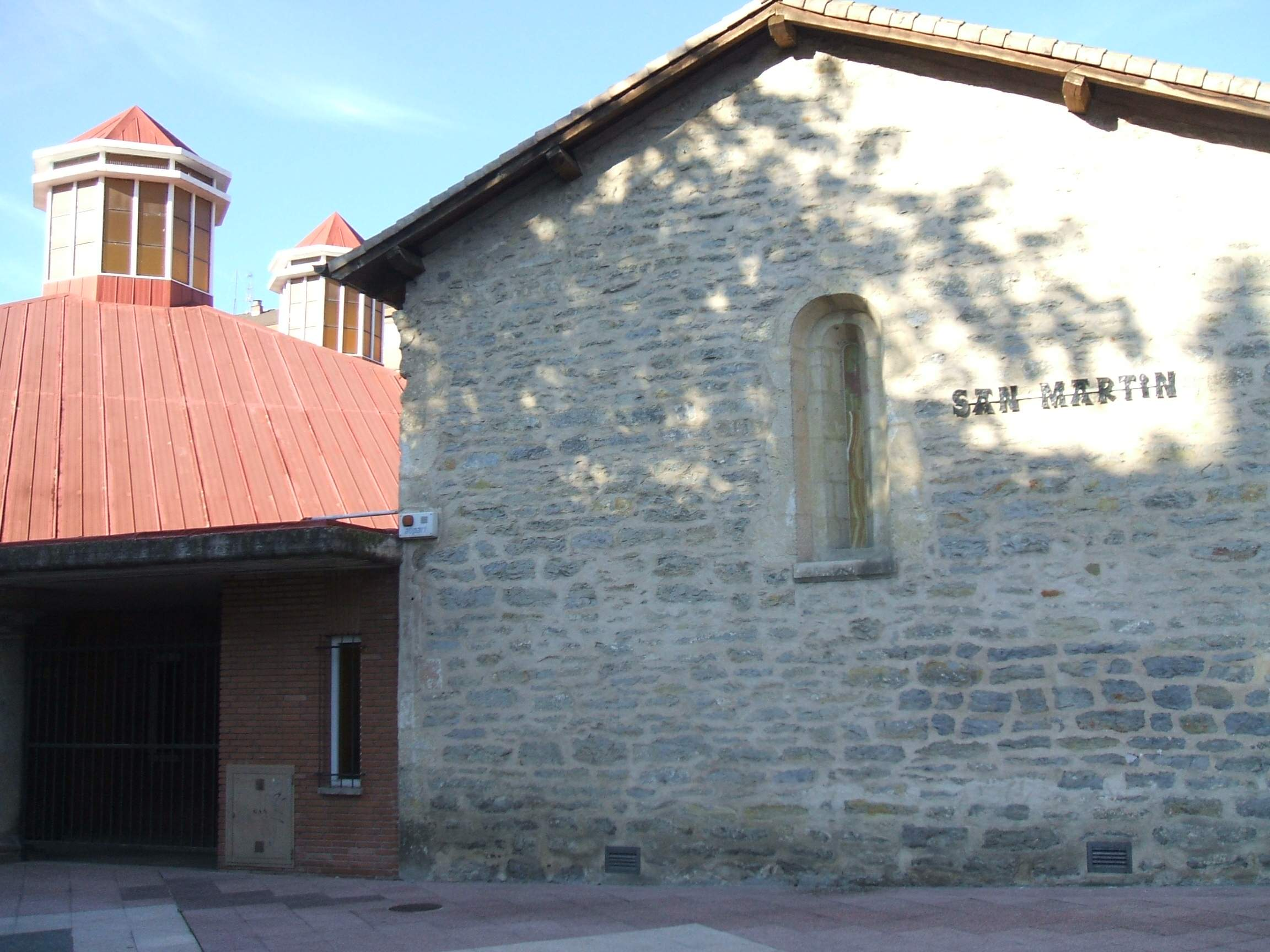
Ermita de San Martín

- Ermita de San Martín de Abendaño. Originaria del siglo XIII fue restaurada y parcialmente reconstruida en el siglo XIX, añadiéndole una parte de nueva construcción a la misma, perfectamente identificable exteriormente. En ella se encontraron pinturas murales góticas en 1978, cubiertas con cal, cuando se restauró la ermita.

## Oficinas del Ayuntamiento
En los últimos años el Ayuntamiento de Vitoria erigió en la parte sur del barrio de San Martín sus oficinas centrales, donde ha trasladado el grueso de su actividad burocrática, que se desarrolla actualmente dentro de estas Oficinas Municipales.